# Два береги
«Два береги» (рос. «Два берега») — російський радянський художній фільм 1987 року режисера Геннадія Вороніна.

## Сюжет
Покохавши одне одного ще в школі, Степан і Наталія одружилися — і тепер у щасливій і благополучній родині росте маленький син Васька. Якось Степан стає свідком спроби крадіжки цінної історичної пам'ятки — «кам'яної баби». Серед викрадачів — дівчина, яка намагається їм перешкодити. Осадивши хлопців, Степан звільняє її. І з тих пір несподівана любов стає катуванням і для нього, і для дружини Наталії, і для сина Васьки, що намагається вберегти мати від нещастя.
Фільм починається і закінчується сценами у поромної переправи. На початку фільму Степан поспішає в пологовий будинок, щоб скоріше побачити новонародженого сина. Але пором стоїть біля протилежного берега річки. Тоді Степан кидається в бурхливу гірську річку і перепливає її. В кінці фільму Степан їде від дружини і сина. Він перетинає річку на тому самому поромі. І тепер його дванадцятирічний син, намагаючись зупинити батька, кидається в річку і намагається перепливти її…

## У ролях
- Наталя Потапова —  Наталія
- Ірина Рєзнікова —  Галина
- Олена Трепетова-Костич —  Світлана
- Олександр Фатюшин —  Степан
- Микола Макушенко —  Михайло Кустарін
- Ігор Хабібулін —  Васька
- Сергій Якуба —  Юрка
- Оксана Захарова —  Бєльоса
- Гелій Сисоєв —  Кондратьєв
- Олексій Ванін —  Сергій Захарович, завгар

## Знімальна група
- Автор сценарію:  Геннадій Воронін
- Режисер:  Геннадій Воронін
- Оператор:  Андрій Кириллов
- Композитор:  Павло Чекалов
- Художник:  Микола Терехов